# Gaston Pams
Gaston Pams, né le 22 novembre 1918 à Port-Vendres (Pyrénées-Orientales) et mort le 19 février 1981 à Paris, est un homme politique français membre du Parti radical-socialiste puis du Mouvement des radicaux de gauche.

## Biographie
Il était le petit-neveu de Jules Pams.

## Mandats
Sénateur
- 26/04/1959 - 26/09/1965 : sénateur des Pyrénées-Orientales
- 26/09/1965 - 22/09/1974 : sénateur des Pyrénées-Orientales
- 22/09/1974 - 19/02/1981 : sénateur des Pyrénées-Orientales

Maire
- 1953-1981 : maire d'Argelès-sur-Mer

Conseiller général
- 1953-1979 : conseiller général des Pyrénées-Orientales (canton d'Argelès-sur-Mer)

Conseiller régional
- 1973-? : conseiller régional du Languedoc-Roussillon